# Lijst van spelers van Werder Bremen
Deze lijst bevat voetballers die bij de Duitse voetbalclub SV Werder Bremen spelen of gespeeld hebben. De namen zijn alfabetisch gerangschikt.

## A
- Aymen Abdennour
- Richard Ackerschott
- François Affolter
- Horst Ahrbecker
- Aílton
- Joseph Akpala
- Erhan Albayrak
- Klaus Allofs
- Ludwig Alm
- Niklas Andersen
- Leon Andreasen
- Marko Arnautović
- Kevin Artmann
- Sanny Åslund
- Rudi Assauer
- Denni Avdić
- Levent Ayçiçek
- Onur Ayik

## B
- Richard Baier
- Leon Balogun
- Francis Banecki
- Ivica Banović
- Hans-Jürgen Bargfrede
- Philipp Bargfrede
- Mike Barten
- Leon Balogun
- Francis Banecki
- Horst Barth
- Mario Basler
- Carsten Baumann
- Frank Baumann
- Stefan Beckert
- Uwe Behrens
- Leo Behring
- Dietmar Beiersdorfer
- Sven Benken
- Günter Bernard
- Vladimir Bestsjastnych
- Marinus Bester
- Amaury Bischoff
- Ole Bjørnmose
- Stefan Blank
- Manfred Bockenfeld
- Egon Böcker
- Marco Bode
- Sebastian Boenisch
- Rade Bogdanović
- Lothar Böhm
- Michael Böhnke
- Wolfgang Bordel
- Pascal Borel
- Uli Borowka
- Tim Borowski
- Uwe Bracht
- Christian Brand
- Stefan Brasas
- Rune Bratseth
- Bernd Brexendorf
- Ernst Brünlinghaus
- Horst Bünting
- Dieter Burdenski
- Herbert Burdenski
- Manfred Burgsmüller

## C
- Zeljko Čajkovski
- Rodolfo Cardoso
- Carlos Alberto
- Jacek Chanko
- Angelos Charisteas
- Egon Coordes

## D
- Christoph Dabrowski
- John Danielsen
- Dimitrios Daras
- Markus Daun
- Hugo Dausmann
- Ümit Davala
- Kevin De Bruyne
- Chad Deering
- Olivier Deman
- Eckhard Deterding
- Joe Di Iorio
- Heinz Dieckhoff
- Diego
- Dennis Diekmeier
- Peter Dietrich
- Ersan Dogu
- Werner Dreßel
- Uwe Dreyer
- Horst Dudjahn

## E
- Erwin Ebert
- Maximilian Eggestein
- Dieter Eilts
- Mehmet Ekici
- Eljero Elia
- Uwe Erkenbrecher
- Fabian Ernst
- Patrick Erras

## F
- Ralf Faber
- Frank Fahrenhorst
- Ewald Fehrmann
- Wilfried Feldhaus
- Diethelm Ferner
- Klaus Fichtel
- Håvard Flo
- Dirk Flock
- Georg Frank
- Emil Freitag
- Robert Frese
- Oliver Freund
- Dieter Frey
- Heinrich Freye
- Manuel Friedrich
- Torsten Frings
- Clemens Fritz
- Niclas Füllkrug
- Klaus Funk
- Márkó Futács
- Danny Fütterer

## G
- Theodor Gebre Selassie
- Karlheinz Geils
- Hans-Georg Gerling
- Horst Gernhardt
- Jürgen Glowacz
- Bernd Goldschmidt
- Willi Gornick
- Werner Görts
- Willi Götz
- Florian Grillitsch
- Klaus Groß
- Rigobert Gruber
- Hans-Jürgen Gundelach
- Gustavo Nery
- Leon Guwara

## H
- Peter Haak
- Erich Haase
- Hans Hagenacker
- Klaus Hänel
- Christoph Hanses
- Harald Hardtke
- Martin Harnik
- Florian Hartherz
- Uwe Harttgen
- Heinz-Dieter Hasebrink
- Martin Haskamp
- Matthias Heidemann
- Reinhard Heinrich
- Günther Henne
- Günter Hermann
- Andreas Herzog
- Günter Heyse
- Franz Hiller
- Bernd Hobsch
- Walter Hoffmeister
- Karl-Heinz Höger
- Horst-Dieter Höttges
- Norbert Hoyer
- Hugo Almeida
- Eduard Hundt
- Aaron Hunt
- Said Husejinović

## I
- Aleksandar Ignjovski
- José Ikeng
- Dragomir Ilic
- Valérien Ismaël

## J
- Helmut Jagielski
- Klaus-Dieter Jank
- Daniel Jensen
- Kasper Jensen
- Júlio César
- Erwin Jung
- Júnior Baiano
- Zlatko Junuzović
- Michael Jürgen

## K
- Karl-Heinz Kamp
- Harry Karl
- Enrico Kern
- Jürgen Kiefert
- Hannes Kirk
- Davy Klaassen
- Ivan Klasnić
- Urban Klausmann
- Frank Klobke
- Theo Klöckner
- Miroslav Klose
- Kuno Klötzer
- Georg Knopf
- Stefan Kohn
- Heinrich Kokartis
- Hartmut Konschal
- Mario Kontny
- Erwin Kostedde
- Hermann Kraatz
- Kalle Kraatz
- Felix Kroos
- Mladen Krstajić
- Max Kruse
- Bernd Kugler
- Adrian Kunz
- Michael Kutzop

## L
- Fritz Laband
- Bruno Labbadia
- Pekka Lagerblom
- Klaus Lambertz
- Heinrich Lang
- Lanwermeier
- Herbert Laumen
- Dong-Gook Lee
- Thorsten Legat
- Dirk Lellek
- Jens Lellek
- Arie van Lent
- Paul Linz
- Krisztian Lisztes
- Frank Löning
- Bernd Lorenz
- Hans Lorenz
- Max Lorenz
- Jakob Lotz
- Karl Loweg
- Assani Lukimya

## M
- Ludovic Magnin
- Robert Mahlstedt
- Yuriy Maksimov
- Alexander Malchow
- Blaise Mamoum
- Hans Manthey
- Marko Marin
- Bohdan Masztaler
- Klaus Matischak
- Karl Mayer
- Norbert Meier
- Karlheinz Meininger
- Wilhelm Mense
- Per Mertesacker
- Dieter Meyer
- Herbert Meyer
- Rolf Meyer
- Johan Micoud
- Sebastian Mielitz
- Benno Möhlmann
- Florian Mohr
- Niklas Moisander
- Marcelo Moreno
- John Mosquera
- Josef Müller
- Klaus Müller
- Georg Müllner
- Reinhold Münzenberg

## N
- Walter Nachtwey
- Naldo
- Heinrich Nehlsen
- Frank Neubarth
- Willi Neuberger
- Peter Niemeyer
- Axel Noruschat

## O
- Torsten Oehrl
- Hans-Jürgen Offermanns
- Volker Ohling
- Yasuhiko Okudera
- Frank Ordenewitz
- Jonny Otten
- Patrick Owomoyela
- Mesut Özil
- Levin Öztunalı

## P
- Sokratis Papastathopoulos
- Petri Pasanen
- Robert Paul
- Mateo Pavlović
- Nico Pellatz
- Timo Perthel
- Nils Petersen
- Miodrag Petrovic
- Bruno Pezzey
- Heimo Pfeifenberger
- Sepp Piontek
- Claudio Pizarro
- Walter Plaggemayer
- Manfred Podlich
- Jérôme Polenz
- Hans Pöschl
- Sebastian Prödl
- Martin Przondziono

## Q
- Karl-Heinz Quanz

## R
- Hany Ramzy
- Heinz Rath
- Pasi Rautiainen
- Oliver Reck
- Marco Reich
- Uwe Reinders
- Andreas Reinke
- Karl-Heinz Riedle
- Franz-Josef Ripke
- Walter Risse
- Jürgen Röber
- Cimo Röcker
- Kurt Roder
- Lodewijk Roembiak
- Simon Rolfes
- Jürgen Rollmann
- Markus Rosenberg
- Bernd Rosenberger
- Frank Rost
- Per Røntved
- Wynton Rufer
- Hermann Rülander
- Matthias Ruländer
- Edmund Rupoczinski
- Bernd Rupp
- Klaus Rütten

## S
- Philip Salyer
- Samuel
- Boubacar Sanogo
- Gunnar Sauer
- Thomas Schaaf
- Sebastian Schachten
- Hugo Scharmann
- Horst Schaub
- Björn Schierenbeck
- Hans-Gerd Schildt
- Helmut Schimeczek
- Kevin Schindler
- Wolfgang Schlief
- Dieter Schlindwein
- Lars Schmedes
- Bernd Schmidt
- Dominik Schmidt
- Lukas Schmitz
- Heiko Scholz
- Clemens Schoppenhauer
- Volker Schöttner
- Herbert Schröder
- Willi Schröder
- Timo Schultz
- Christian Schulz
- Hans Schulz
- Michael Schulz
- Arnold Schütz
- Arthur Schütz
- Rolf Schweighöfer
- Wolfgang Schwierzke
- Sören Seidel
- Davie Selke
- Wolfgang Sidka
- Norbert Siegmann
- Roberto Silva
- Mikaël Silvestre
- Sven Simonsen
- Vegard Skogheim
- Viktor Skripnik
- Willi Soya
- Paul Stalteri
- Horst Stange
- Norbert Starzak
- Fritz Stefens
- Gerhard Steinkogler
- Heinz Steinmann
- Aleksandar Stevanović
- Predrag Stevanović
- Marco Stier
- Richard Strebinger
- Heini Stürmer
- Ibrahim Sunday

## T
- Robbert te Loeke
- Pascal Testroet
- Gerhard Teupel
- Werner Thelen
- Thiago Rockenbach
- Dieter Thun
- Lennart Thy
- Poul-Erik Thygesen
- Hans Tibulsky
- Dieter Tippelt
- Razundara Tjikuzu
- Jens Todt
- Duško Tošić
- Bernhard Trares
- Florian Trinks
- Tom Trybull
- Heini Tünnermann
- Alexandros Tziolis

## U
- Helmut Uelzmann
- Lars Unger

## V
- Nelson Valdez
- Jelle Van Damme
- Christian Vander
- Frank Verlaat
- Angelo Vier
- Rudi Völler
- Hendrik Völzke
- Albert Voß
- Mirko Votava
- Jurica Vranjes

## W
- Sandro Wagner
- Alexander Walke
- Dave Watson
- Jürgen Weber
- Dirk Weetendorf
- Klaus Wegener
- Holger Wehlage
- Werner Weist
- Kay Wenschlag
- Wesley
- Karl-Friedrich Wessel
- Raphaël Wicky
- Andree Wiedener
- Felix Wiedwald
- Jakub Wierzchowski
- Tim Wiese
- Günter Wilmovius
- Bernd Windhausen
- Markus Witossek
- Fritz Wittenbecher
- Pawel Wojtala
- Andreas Wolf
- Raphael Wolf
- Nick Woltemade
- Thomas Wolter
- Pierre Womé
- Klaus Wunder
- Johannes Wurtz

## Y
- Özkan Yildirim

## Z
- Luca Zander
- Gerhard Zebrowski
- Dieter Zembski
- Mohamed Zidan
- Alexander Ziolkewitz